# Repeat – The Best of Jethro Tull – Vol II
The Best of Jethro Tull - Vol II är ett samlingsalbum med musikgruppen Jethro Tull, utgivet 1977 av skivbolaget Chrysalis Records. Första samlingsalbumet i serien, är M.U. – The Best of Jethro Tull från 1976. Albumet innehåller en tidigare outgiven låt, "Glory Row".

## Låtlista
1. "Minstrel in the Gallery" (redigerad version) – 4:17
2. "Cross-Eyed Mary" – 4:11
3. "A New Day Yesterday" – 4:10
4. "Bourée" (Johann Sebastian Bach, arr.: Ian Anderson) – 3:46
5. "Thick as a Brick (Edit #4)" – 3:27

Sida 2
1. "War Child" – 4:37
2. "A Passion Play (Edit #9)" – 3:33
3. "To Cry You a Song" – 6:14
4. "Too Old to Rock 'n' Roll: Too Young to Die" – 5:42
5. "Glory Row" (tidigare outgiven) – 3:33

- Alla låtar skrivna av Ian Anderson där inget annat anges.